# Медаль Альберта Ейнштейна
Медаль Альберта Ейнштейна присуджується щорічно з 1979 року швейцарським «Товариством Альберта Ейнштейна» за видатні науково-дослідні роботи або роботи, пов'язані з Альбертом Ейнштейном.

## Лауреати
- 1979 — Стівен Гокінг
- 1982 — Фрідріх Трауґотт Вален[de]
- 1983 — Герман Бонді
- 1984 — Віктор Вайскопф
- 1985 — Едвард Віттен
- 1986 — Рудольф Людвіг Мессбауер
- 1987 — Жанна Ерш
- 1988 — Джон Арчибальд Вілер
- 1989 — Маркус Тірца
- 1990 — Роджер Пенроуз
- 1991 — Джозеф Готон Тейлор
- 1992 — Пітер Бергман
- 1993 — Макс Флюкігер, Адольф Мейхле
- 1994 — Ірвін Шапіро
- 1995 — Янг Чженьнін
- 1996 — Тібо Дамур
- 1998 — Клод Ніколь
- 1999 — Фрідріх Гірцебрух
- 2000 — Густав Андреас Тамман
- 2001 — Йоганнес Гайсс[1], Г'юберт Рівз[fr]
- 2003 — Джордж Смут
- 2004 — Мішель Майор
- 2005 — Мюррей Гелл-Манн
- 2006 — Габріеле Венеціано
- 2007 — Райнгард Ґенцель
- 2008 — Бено Екман
- 2009 — Кіп Торн
- 2010 — Герман Ніколаї
- 2011 — Адам Рісс, Сол Перлматтер
- 2012 — Ален Аспе
- 2013 — Рой Керр
- 2014 — Томас Кіббл
- 2015 — Стенлі Дезер, Чарлз Мізнер
- 2016 — Олексій Смірнов
- 2017 — LIGO Scientific Collaboration та проект Virgo
- 2018 — Хуан Малдасена[2]
- 2019 — Кліффорд Мартін Вілл[3]
- 2020 — Наукова співпраця з Телескоп горизонту подій (EHT)[4]
- 2023 — Люк Бланше
- 2025 — Роберт Вальд